# Wizart Animation
Wizart Animation — російська мультиплікаційна студія розташована в місті Воронеж. Першим проектом студії Wizart Animation став фільм «Снігова Королева», що вийшов на екрани в 2012 році.

## Мультфільми студії Wizart Animation
Повнометражні анімаційні фільми
- 2012: «Снігова королева»
- 2015: «Снігова королева 2: Перезаморозка»
- 2016: «Вовки та вівці: ме-е-е-га перетворення»
- 2016: «Снігова королева 3: Вогонь і лід»
- 2019: «Снігова королева 4: Задзеркалля»
- 2019: «Вовки і вівці: Хід свинею»
- 2020: «Руслан і Людмила»
- 2021: «Гензель і Гретель»
- 2021: «Снігова королева 5: »
- 2021: «Вовки і вівці 3: »

Анімаційні телесеріали
- 2015: «Йоко»